# Oppy, Pas-de-Calais
Oppy là một xã trong tỉnh Pas-de-Calais, vùng Hauts-de-France, Pháp.
Oppy có cự ly 7 dặm (11 km) về phía đông bắc Arras, tại giao lộ của các tuyến đường D33, D48 và D50.

## Dân số
| 1962                                                              | 1968 | 1975 | 1982 | 1990 | 1999 | 2006 |
| ----------------------------------------------------------------- | ---- | ---- | ---- | ---- | ---- | ---- |
| 266                                                               | 278  | 292  | 282  | 329  | 358  | 396  |
| Số liệu điều tra dân số tính từ năm 1962, dân số chỉ tính một lần |      |      |      |      |      |      |